# 야마자키 마사토 (1981년)
야마자키 마사토(일본어: 山﨑 雅人, 1981년 12월 4일 ~ )는 일본의 전 축구 선수로 과거 포지션은 공격수였으며 2003년 하계 유니버시아드 금메달리스트이기도 하다.

## 선수 시절

### 클럽
1981년 12월 4일 일본 교토부 교토시 출생으로 2004년 요코하마 F. 마리노스에서 데뷔하여 2018년 더스파구사쓰 군마에서 은퇴할 때까지 14년간 프로 통산 502경기 69골을 기록하며 요코하마의 2004년 J1리그 우승, 감바 오사카의 2008년 AFC 챔피언스리그 우승, 일왕배 2연패(2008, 2009), 2008년 팬퍼시픽 챔피언십 우승, 산프레체 히로시마의 2010년 J리그컵 준우승, 몬테디오 야마가타의 2014년 J리그컵 준우승 등의 화려한 성과를 남겼다.

### 국가대표팀
대한민국 대구광역시에서 열린 2003년 하계 유니버시아드에 일본 대표팀 소속으로 출전하여 팀의 유니버시아드 2연속이자 통산 3번째 금메달 획득에 이바지했다.

## 수상

### 클럽
요코하마 F. 마리노스
- J1리그 : 우승 (2004)

감바 오사카
- AFC 챔피언스리그 : 우승 (2008)
- 일왕배 : 우승 (2008, 2009)
- 팬퍼시픽 챔피언십 : 우승 (2008)

산프레체 히로시마
- J리그컵 : 준우승 (2010)

몬테디오 야마가타
- J리그컵 : 준우승 (2014)

### 국가대표팀
일본
- 하계 유니버시아드 : 금메달 (2003)